# Bryum matto-grossense
Bryum matto-grossense är en bladmossart som beskrevs av Brotherus 1900. Bryum matto-grossense ingår i släktet bryummossor, och familjen Bryaceae. Inga underarter finns listade i Catalogue of Life.